# El pare torna a estudiar
El pare torna a estudiar (títol original: Back to School) és una comèdia estatunidenca dirigida per Alan Metter, estrenada l'any 1986. Ha estat doblada al català.
L'autor Kurt Vonnegut hi fa una aparició, com ell mateix, així com el grup Oingo Boingo, el cantant del qual Danny Elfman ha compost la música de la pel·lícula.

## Argument
Thornton Melon és un ric empresari que no ha estudiat molt. Per ajudar el seu fill Jason que és a el punt d'abandonar els seus estudis, s'inscriu a la universitat. Thornton compta inicialment amb la seva fortuna per aprovar els seus exàmens però descobreix que l'educació no pot comprar-se.

## Repartiment
- Rodney Dangerfield: Thornton Melon (VF:
- Sally Kellerman: Dra. Diane Turner
- Burt Young: Lou
- Keith Gordon: Jason Melon
- Robert Downey Jr.: Derek Lutz
- Paxton Whitehead: Dr. Phillip Barbay
- Sam Kinison: Prof. Terguson
- Terry Farrell:
- M. Emmet Walsh: Entrenador Turnbull
- Adrienne Barbeau: Vanessa Melon
- William Zabka: Chas Osborne
- Ned Beatty: rector David Martin
- Severn Darden: Dr. Borozini
- Robert Picardo: Giorgio
- Jason Hervey: Thornton Melon (jove)
- Kurt Vonnegut: ell mateix
- Edie McClurg: Marge Sweetwater
- Leah Remini: Lara Campbell

## Rebuda
La pel·lícula va ser un èxit comercial als Estats Units, informant més de 91.000.000 $ al box-office en aquest país.
Recull un 84 % de crítics favorables, amb una nota mitjana de 6,9/10 sobre la base de 31 crítics, al lloc Rotten Tomatoes.

## Al voltant de la pel·lícula
Després del final, abans del final dels crèdits, apareix la dedicació "Per Estelle. Gràcies per tot". És una referència a Estelle Endler, una de les productores executives de la pel·lícula. Va ser igualment gerent de Dangerfield i la va ajudar a entrar en el circuit del cinema en pel·lícules com Caddyshack. Va morir durant el rodatge, la pel·lícula va ser dedicat a la seva memòria.